# 도미나가촌 (군마현)
도미나가촌(일본어: 富永村)은 일본 군마현 오라군에 설치되었던 촌이다. 현재의 지요다정에 해당한다.

## 참고 문헌
- 角川日本地名大辞典編纂委員会, 『角川日本地名大辞典 10 群馬県』1988, 角川書店